# Старі Юрковичі (Брянська область)
Старі Юрковичі (рос. Старые Юрковичи) — село в Климівському районі Брянської області Російської Федерації.
Населення становить 302 особи. Входить до складу муніципального утворення Новоюрковицьке сільське поселення.

## Історія
Населений пункт розташований у межах українського етно-культурного регіону Стародубщини.
Від 2005 року входить до складу муніципального утворення Новоюрковицьке сільське поселення.

## Населення
| 2010 | 2013 |
| ---- | ---- |
| 326  | ↘302 |